# 东六家子镇
东六家子镇，是中华人民共和国辽宁省阜新市彰武县下辖的一个乡镇级行政单位。

## 行政区划
东六家子镇下辖以下地区：
东六家子村、卧牛山村、红石村、双坨子村、下甸子村、红星村、双山子村、长沟沿村和陈坨子村。